# Bentlager Reliquiengärten

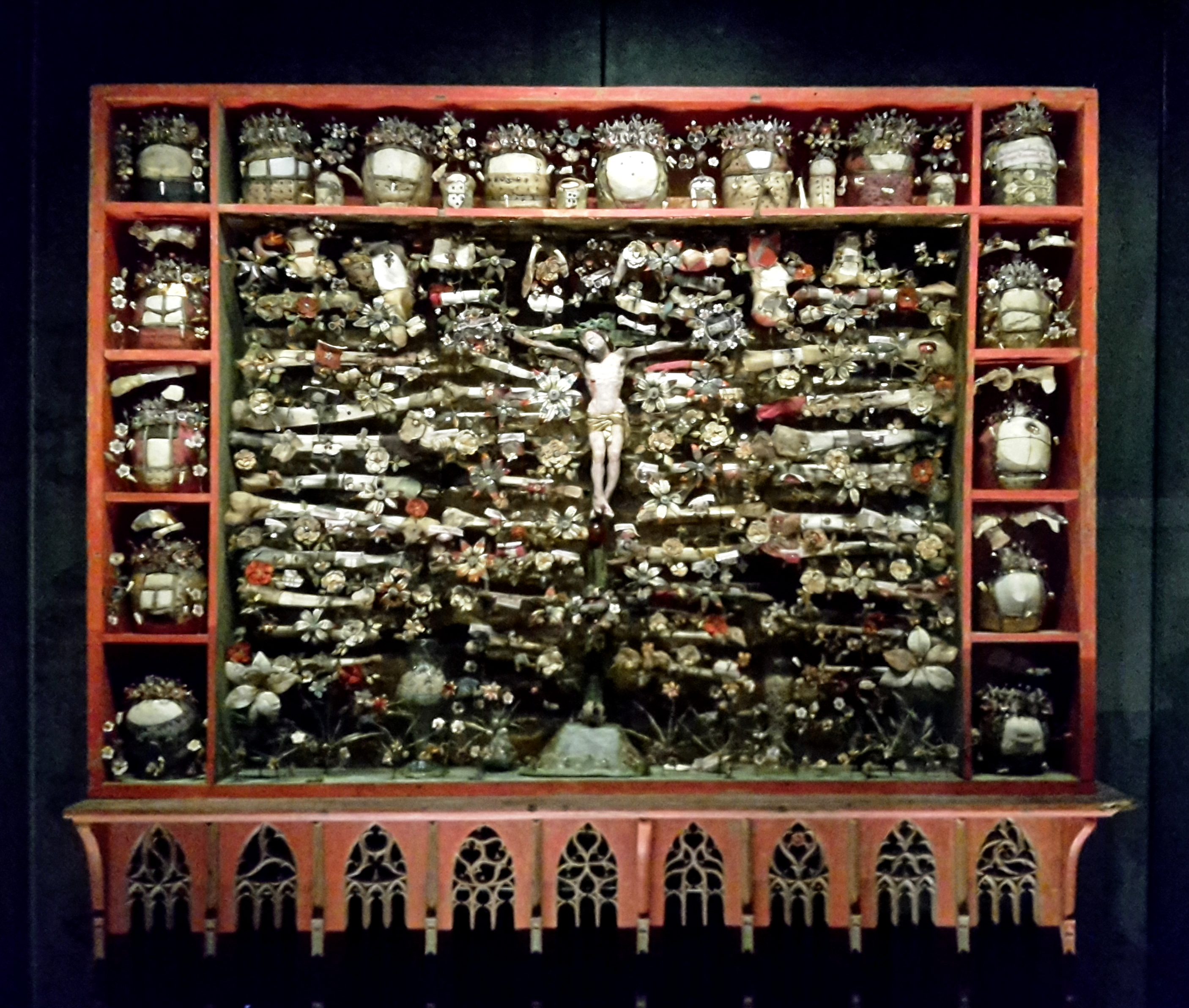
Der ältere Reliquiengarten (Schädelschrein) von 1499

Die Bentlager Reliquiengärten, oder auch Bentlager Reliquienschreine, sind zwei spätmittelalterliche, im Stil der Paradiesgärtlein angelegte Reliquiare, die mehr als 200 kostbar verzierte Reliquien beherbergen und in ihrem Erhaltungszustand und Ausstattungsumfang im deutschsprachigen Raum einzigartig sind. Sie befinden sich in der Dauerausstellung des Museums Kloster Bentlage, in der Münsterländischen Stadt Rheine.

## Geschichte
Die Schreine wurden für das Kloster Bentlage des Ordens vom Heiligen Kreuz angefertigt, dessen Gründung auf das Jahr 1437 zurückgeht. Die Kästen der Schreine wurden vermutlich von Münsteraner Schreinern angefertigt. Zur weiteren Ausstattung wurden sie an die Zisterzienserinnenabtei Bersenbrück geliefert, wo sie von den dort ansässigen Nonnen für das Kloster Bentlage ausgeschmückt wurden. Der ältere Schädelschrein wurde um 1499 und der jüngere Paradiesgarten um 1520 vollendet. Über die genauen Aufstellungsorte der beiden Schreine in der Bentlager Klosterkirche geben die überlieferten Quellen keine Hinweise. So ist unklar, ob sie beispielsweise auf dem Hauptaltar, auf einem der Seitenaltäre oder, für die Gemeinde unsichtbar, hinter dem Lettner aufgestellt waren. Wie die Schreine die Brandschatzung des Klosters im Dreißigjährigen Krieg am 21. September 1647 überstanden, ist ebenfalls nicht überliefert. Mit der Auflösung des Klosters im Zuge der Säkularisation gingen die Schreine 1803 in den persönlichen Besitz der Herzöge von Looz-Corswarem über, die sie 1827 in ihrer neu eingerichteten privaten Schlosskapelle aufstellen ließen. Um sie der Schlosskapelle anzupassen, wurden die Schreine innen und außen vollständig weiß übermalt. 
1978 erwarb die Stadt Rheine die Gutsherrschaft Bentlage samt den mittlerweile stark mitgenommenen Schreinen. 1982 wurden sie erstmals in der Ausstellung Monastisches Westfalen im Westfälischen Landesmuseum für Kunst und Kulturgeschichte in Münster der Öffentlichkeit präsentiert. Nach ihrer Rückkehr nach Rheine im Dezember wurden sie im Falkenhof-Museum aufgestellt. Hier wurden erste Untersuchungen und konservatorische Sicherungsmaßnahmen eingeleitet, die 1991 zu aufwändigen Restaurierungen in der zentralen Restaurierungswerkstatt des Landschaftsverbandes Westfalen-Lippe in Haus Lüttinghof führten. Die Untersuchungen ergaben, dass die annähernde Wiederherstellung der spätmittelalterlichen Fassung der Schreine möglich und aus konservatorischen Gesichtspunkten sinnvoll war. Dazu wurden die 1754 aufgebrachte Übermalung in Berliner Blau sowie die drei im 19. und 20. Jahrhundert darüber aufgetragenen Anstriche aus weißer Öl- und Kalkfarbe entfernt und die spätmittelalterliche rote Farbfassung wieder hervorgeholt. Die textilen Bestandteile wie Reliquienverpackungen und der seidene Blumenschmuck wurde gereinigt und behutsam restauriert. Metallene Teile wurden konserviert, wobei sie aber nicht mehr auf ihre ursprüngliche Erscheinung ergänzt wurden. So wurde auf eine neue Vergoldung oder einen Austausch der korrodierten vergoldeten Zinnfolien in der Schreinrückwand verzichtet, da dies einen zu großen Eingriff in die erhaltene Originalsubstanz bedeutet hätte. 1996 kehrten die Schreine nach Rheine zurück, wo sie seither als Glanzlichter der Dauerausstellung des Museums Kloster Bentlage gezeigt werden.

## Beschreibung

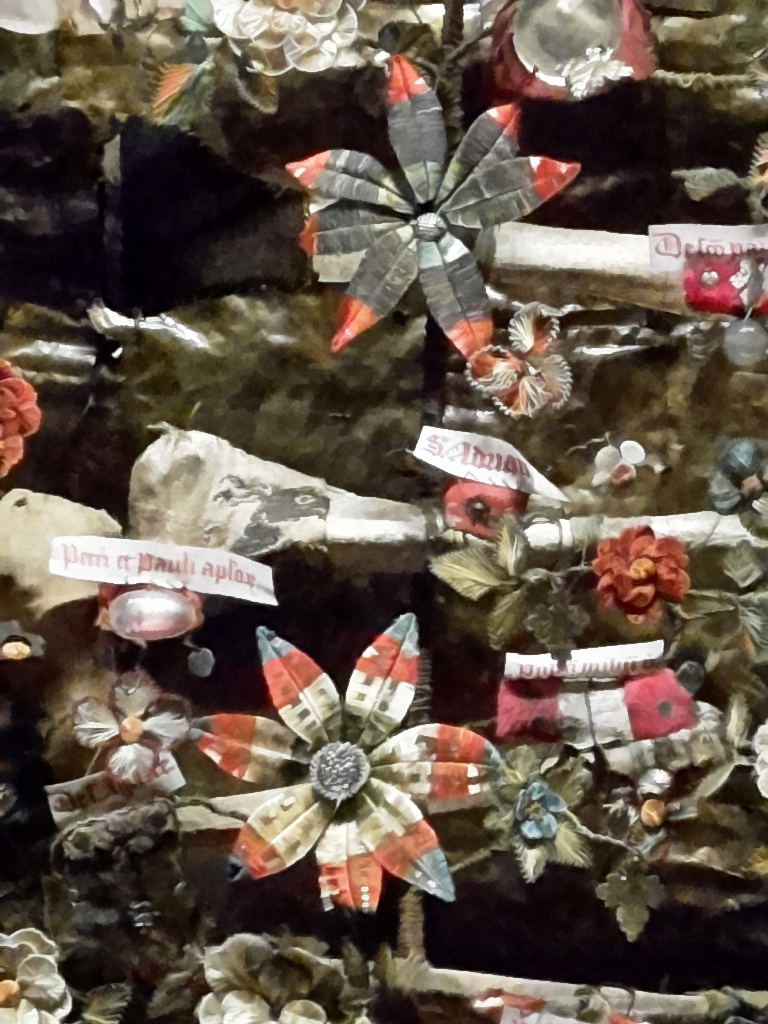
Seidenblumen zwischen den mit Cedulae bezeichneten Reliquienpäckchen des Schädelschreins von 1499

Beide Schreine bestehen aus einem hölzernen Unterbau, der Predella, und einem kastenförmigen Aufbau, der die kunstvoll verzierten Reliquien enthält. Die von den Bersenbrücker Nonnen gefassten Reliquien bestehen aus Knochensplittern, Schädelteilen, Holzsplittern, Steinen, Textilien und weiteren Objekten, die mit Heiligen und den Orten des Lebens Jesu oder den Wirkungsstätten von Heiligen in Verbindung gebracht wurden und deren wundertätige Eigenschaften repräsentieren. Die Reliquien wurden in kostbare Textilien wie feine Seiden- und Leinenstoffe verpackt, mit Seidenblumen, Borten und Halbedelsteinen verziert. Die fertigen Gebilde wurden mit Hilfe von Draht und Metallkonstruktionen dekorativ, im Stil von Paradiesgärtlein, in den Kästen montiert. Die zur weiteren Ausschmückung in großer Zahl verwendeten Seidenblumen stammten vermutlich aus Werkstätten von Klöstern oder Beginenhöfen aus Mecheln, wo solcher Blumenschmuck nahezu fabrikmäßig hergestellt wurde.
Zusammen beherbergen beide Schreine mehr als 200 Reliquien, die bedeutenden Heiligen zugeschrieben werden, darunter der Apostel Petrus, Paulus, Matthäus und Andreas, Maria Magdalenas, der hl. Helena, verschiedener Märtyrer wie der hl. Agnes oder des hl. Laurentius. Daneben enthalten sie zahlreiche Berührungsreliquien und Objekte von den Wirkungsstätten Jesu oder der Heiligen: ein Stückchen Brot von der Wundersamen Brotvermehrung, Steine vom Kalvarienberg, ein Stein, auf dem der hl. Stephanus bei seiner Steinigung stand. 
Allein 180 sind durch cedulae, kleine beschriftete Schilder aus Papier oder Pergament, namentlich bezeichnet, weitere sind unbezeichnet oder durch verlorene cedulae nicht mehr identifizierbar.

### Schädelschrein von 1499
Das Altarretabel hat eine Breite von 186 cm, eine Höhe von 132 cm und eine Tiefe von 20,5 cm. Die Predella misst in der Breite 191 cm, in der Höhe 47,5 cm und in der Tiefe 31,5 cm. Die Predella ist auf der Vorderseite mit neun Spitzbogenfenstern mit gotischem Maßwerk verziert. Die Maßwerke in den Spitzbögen der Fenster sind individuell verziert. Sie zeigen Nonnenköpfe, Fischblasen, Dreischneuß, Drei-, Vier- und Vielpassmotive, die alle voneinander abweichen. Die Sockel der Fenster sind ebenfalls unterschiedlich dekoriert, sieben tragen relativ einheitliche Vierpassmotive, nur zwei Fenstersockel tragen abweichende Dekore.
Zur Aufnahme des Reliquienschatzes hat der Schrein im Retabel ein großes zentral angeordnetes Fach, das rechts und links von je fünf kleineren Fächern und oben von einem über die gesamte Breite reichenden Fach umgeben ist. Der Hintergrund des zentralen Faches ist mit vergoldeten Zinnfolien beschlagen, deren Oberfläche durch die Alterung knitterig, stark stumpf und oxidiert ist und seinen ursprünglichen Glanz verloren hat. Boden, Decke und Seitenwände des zentralen Faches tragen eine grüne Fassung aus Grünspan, Kreide und Bleiweiß. Die kleineren Fächer sowie die Seitenwände und Böden sind mit einer orangeroten Farbe aus Tempera, Mennige und Zinnober gestrichen, wobei die von den Reliquien verdeckten Stellen nicht farbig gefasst wurden und der Kreidegrund sichtbar ist. Das zentrale Fach enthält die zu einem Paradiesgarten arrangierten Reliquien mit Seidenblumenschmuck, die auf mehrere vertikal angebrachte Eisenstäbe montiert wurden. Die Seitenfächer und das obere Fach enthalten 16 Schädelreliquiare und weitere kleine Reliquienpäckchen.
Im Zentrum des mittleren Faches steht ein Kruzifix, das dicht von den verzierten Reliquienpäckchen umgeben ist. Der Schrein enthält allein 48 namentlich bezeichnete Reliquien, darunter Haare der hl. Jungfrau Maria, vom Standbild Christi, der Apostel Paulus, Petrus und Jakobus, mehr als 16 Reliquien der Elftausend Jungfrauen (darunter der Cordula), der Maria Magdalena, der heiligen Agnes, Andreas, Augustinus, Felicitas, Helena, Hubertus, Laurentius, Martin, Mauritius und Odulphus, der Märtyrer Adrianus, Cyriakus und Erasmus, der Bischöfe Erpho von Münster, Martin, Valerius von Trier, einen Zahn des Onkels der hl. Ursula und Reliquien der heiligen Thebaner und aus der Gemeinschaft des hl. Pammachius. Die Reliquien zweiter und dritter Klasse sind Öl der hl. Katharina und des hl. Nikolaus, Kleidung vom hl. Ludger und ein Stück des Brotes von der Speisung der Fünftausend.

### Reliquiengarten von 1520

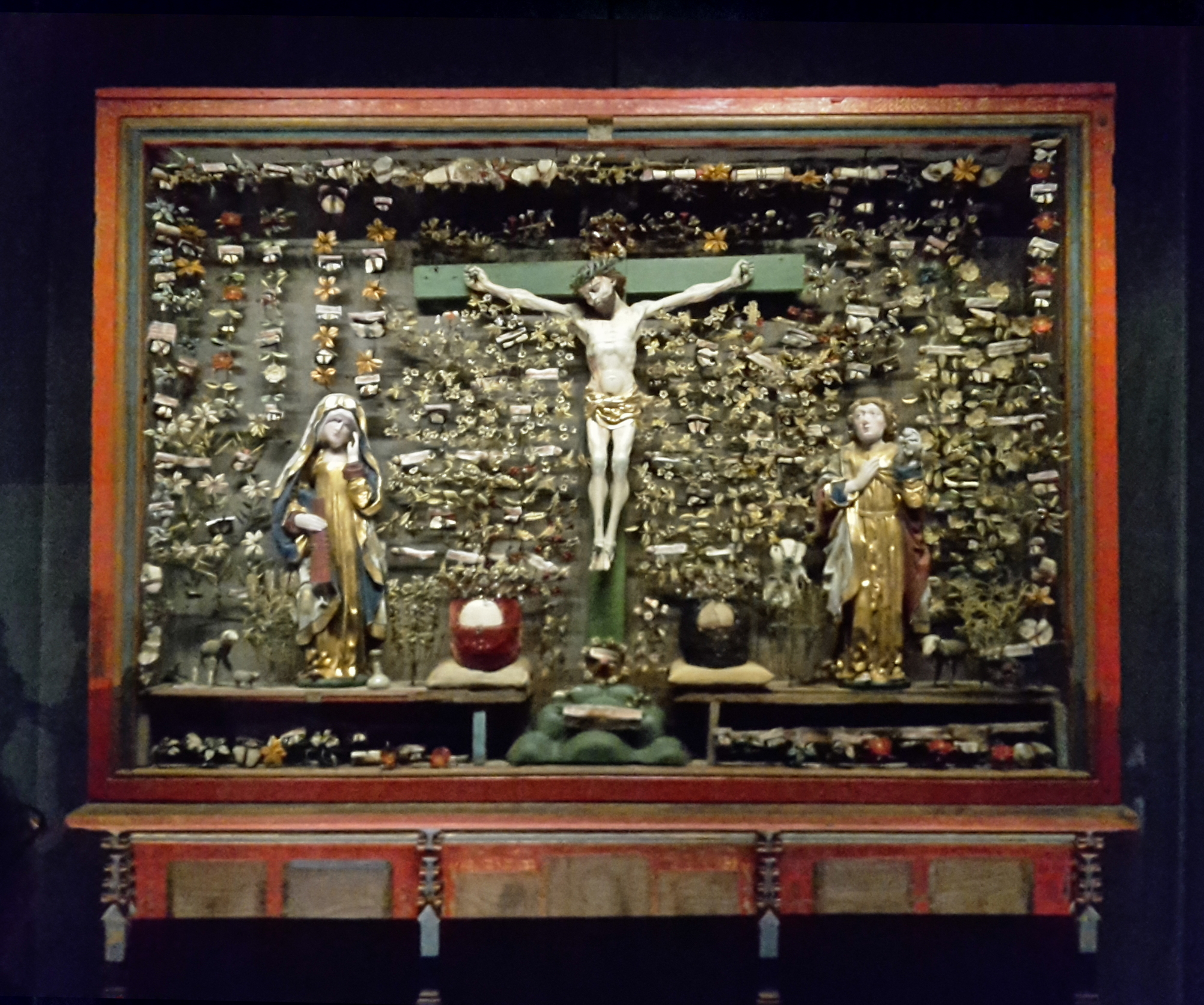
Der jüngere Reliquiengarten von 1520

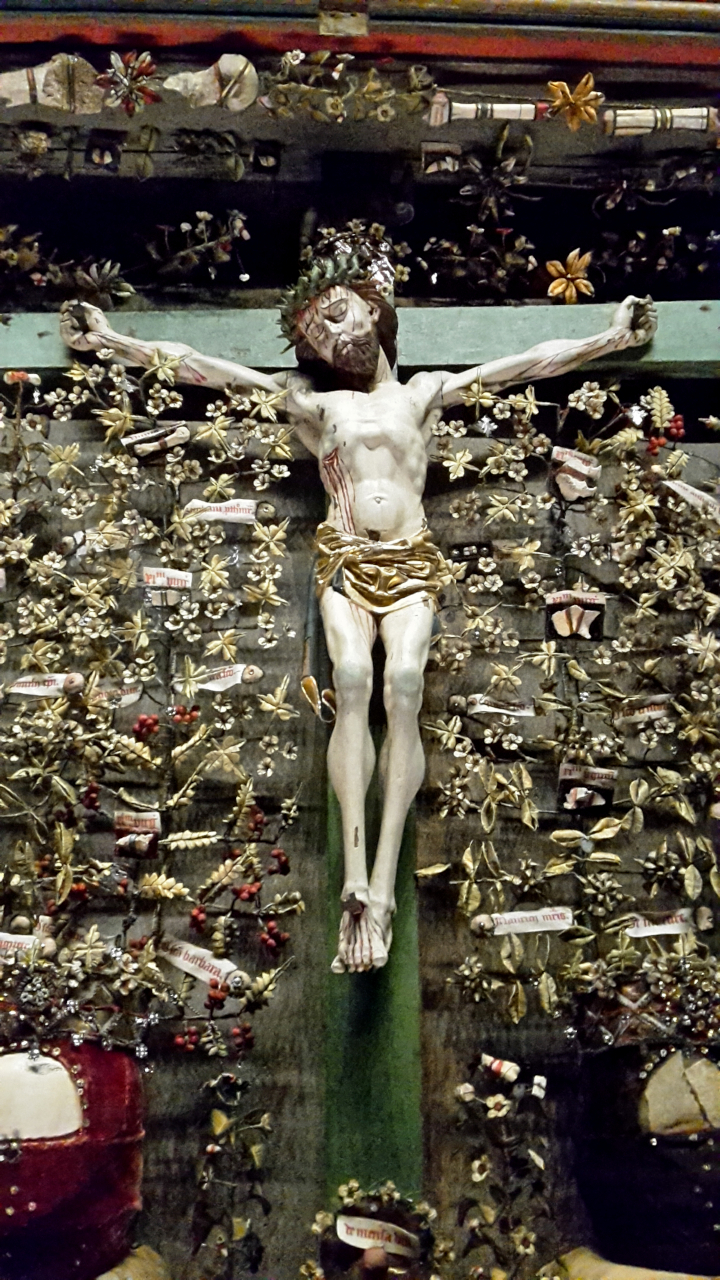
Kruzifix des Reliquiengartens von 1520

Die Breite des Retabels beträgt 188 cm, seine Höhe 136,5 cm und die Tiefe 22 cm. Die Predella hat eine Breite von 186,5 cm, eine Höhe 44,5 cm und eine Tiefe von 29,7 cm. Die Predella des Reliquiengartens hat eine geschlossene Vorderseite, die durch vier beschnitzte Fialen in drei annähernd gleich große Felder unterteilt ist. Diese Felder sind wie der Schädelschrein mit orange-roter Farbe gestrichen und mit floralen Mustern aus Blattgold verziert. Die Fialen und Einfassungen der Felder tragen einen blauen Anstrich aus Azurit. Die Felder der Predella sind nicht flächig bemalt, sie haben zwei, und das mittlere Feld drei freigelassene Stellen, die für die Aufnahme von weiteren Bildern vorgesehen waren, die heute nicht mehr vorhanden sind. Der Kasten trägt außen eine rote Fassung mit floralen Verzierungen aus Blattgold. Ursprünglich war die Innenseite mit einer goldlackierten Zinnfolie ausgekleidet, die infolge von Korrosion, Übermalungen und anschließend erfolgter Freilegung eine matt braun-schwarze Färbung angenommen und ihre historische Wirkung verloren hat. Die linke Seite des Schreines war ursprünglich blank gelassen, weswegen davon ausgegangen werden kann, dass der Schrein so aufgestellt war, beispielsweise an eine Wand gerückt, dass diese Seite für den Betrachter nicht sichtbar war.
Das zentrale Motiv des Schreines ist eine Kreuzigungsgruppe, die von 132 namentlich bezeichneten und weiteren anonymen Reliquien eingerahmt ist. Auf dem Boden des Schreines wurden nachträglich zwei Emporen eingebaut, auf denen die trauernde Maria zur Linken und Johannes der Täufer zur Rechten des Gekreuzigten stehen. Zwischen ihnen liegen zwei Schädelreliquiare auf seidenen Kissen und neben den Figuren Mariens und Johannes’ stehen kleine, aus Draht, Holz und Seide hergestellte Figuren zweier Lämmern und eines Vogels. Der Reliquienschatz dieses Schreines umfasst Reliquien der heiligen Agnes, des Bischofs Ambrosius, der Barbara, des Christophorus, des Cyriakus, des Bischofs Dionysius, des Gereon, des dux Liborius, des Ludwig, der Margareta, des Sebastian, des Stephanus, der Ursula von Köln, des Valerius, des Bischofs Willibrord, sowie eines unbekannten Heiligen namens Tirses. Es werden mehrere nicht näher bezeichnete Apostel, darunter Matthäus und mehrere Märtyrer, unter ihnen Hermes, aufgeführt. Die zahlenmäßig größte Gruppe setzt sich aus mehr als 30 Reliquien der Elftausend Jungfrauen und über 20 nicht näher bestimmter Heiliger zusammen. Unter den Reliquien zweiten und dritten Grades finden sich Steine von der Fußwaschung Christi, von den Orten, wo das Kreuz Christi auf dem Kalvarienberg stand und wo es später durch die hl. Helena gefunden wurde, von den Orten, wo der Herr bei der Erweckung des Lazarus stand und wo er die Untauglichen beweinte, ein Stein vom Berg Sinai, vom Stein, auf dem das Osterlamm beim Mahl des Herrn gebraten wurde, auf dem der Erzmärtyrer Stephanus bei seiner Steinigung stand und ein von der Muttermilch Mariens benetztes Steinstückchen. Weiter ist ein Stück des Stabes Moses, vom Tisch des Herrn, ein weiteres Stück eines Zahns des Onkels der hl. Ursula und Öl vom hl. Nikolaus vertreten. Textile Reliquien werden vom Grab des Herrn, von den Gewändern des hl. Bernhardin, der Bischöfe Ludger und Simeon und vom Tränentuch der hl. Elisabeth ausgewiesen. Schließlich sind Reliquien aus den Gemeinschaften des Numidiers St. Mauritius und des hl. Gereon aufgeführt.

## Bedeutung

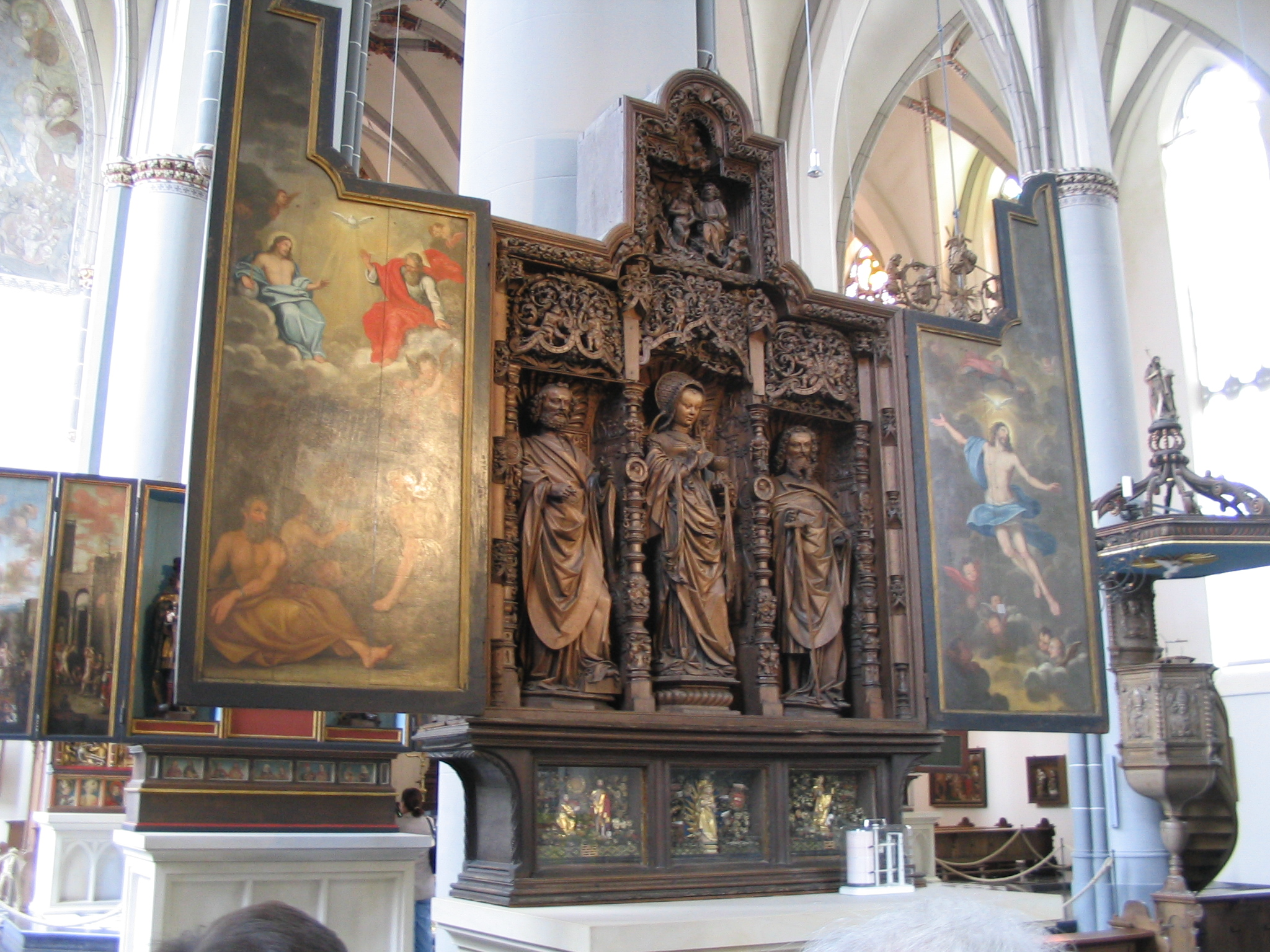
Drei kleine Reliquienkästen im Retabel des Dreifaltigkeitsaltars von St. Nicolai in Kalkar

Aus religiös-spiritueller Sicht waren die Bentlager Paradiesgärten wegen ihres außerordentlichen reichen Reliquienschatzes für spätmittelalterliche Gläubige von besonderer Bedeutung. Sie sind aber auch aus kunst- und kulturhistorischer Sicht überaus wertvoll. Reliquiengärten oder Paradiesgärten wie die Bentlager Reliquiengärten sind im deutschsprachigen Raum mittlerweile sehr selten. Es ist davon auszugehen, dass im Spätmittelalter und vorreformatorischer Zeit solche Objekte viel häufiger vorkamen. Auch international gibt es zu den Bentlager Reliquienkästen in Ausstattung und Umfang nur wenige gut vergleichbare Stücke, wie beispielsweise fünf Besloten hofje im Onze-Lieve-Vrouwehospitaal im belgischen Mecheln und einen die Kreuzigung Christi zeigenden Kasten in der Abtei Saint-Vaast in der nordfranzösischen Stadt Arras. Ein einfacher ausgestattetes Exemplar aus drei kleineren Paradiesgeärten beherbergt das Retabel des Dreifaltigkeitsaltars der Kirche St. Nikolai in Kalkar oder ein Schreinkasten mit der Darstellung des ungläubigen Thomas vor dem Auferstandenen aus dem ehemaligen Benediktinerinnenkloster Walsrode.